# Коянискаци
„Коянискаци“ (на английски: Koyaanisqatsi произнасяно /k oʊ ˌ j ɑː n ɪ s ˈ k ɑː t s iː/), известен още като Koyaanisqatsi: Life Out of Balance, е американски експериментален филм без конвенционален сюжет от 1982 г., режисиран и продуциран от Годфри Реджо. На езика на северноамериканското индианско племе хопи думата koyaanisqatsi означава "живот извън равновесие". Филмът е копродуциран от Франсис Форд Копола, заснет е на 35-милиметрова филмова лента, операторската работа е на Рон Фрике, а музиката, композирана специално за кинотворбата – на Филип Глас.
„Коянискаци“ се състои основно от кадри на градове и природни пейзажи в Съединените щати, монтирани на забавен каданс. Не съдържа нито диалог, нито вокализиран разказ: въздействието се постига чрез съпоставянето на образи и музика.
Филмът е първият от филмовата трилогия Qatsi, която включва още Powaqqatsi (1988) и Naqoyqatsi (2002) и описва различни аспекти на връзката между хората, природата и технологиите. Реджио уточнява, че „тези филми нямат думи не поради липса на любов към езика. Защото, от моя гледна точка, нашият език е в състояние на огромно унижение. Той (езикът) вече не описва света, в който живеем."
През 2000 г. „Коянискаци“ е избран за съхранение в Националния филмов регистър на Съединените щати от Библиотеката на Конгреса, тъй като е „културно, естетически или исторически значим“. Поради проблеми с авторските права е извън разпространение през по-голямата част от 90-те години, но въпреки това придобива статут на култов филм.

## Продукция

### Предистория
През 1972 г. Годфри Реджио работи за Института за регионално образование (IRE) и по-конкретно върху медийна кампания в Албакърки, Ню Мексико, спонсорирана от Американския съюз за граждански свободи (ACLU). Кампанията е свързана с нахлуването в неприкосновеността на личния живот и използването на технологии за контрол на поведението. Вместо да се правят съобщения за повишаване на осведомеността чрез обществени услуги (public service announcements, PSA), които според Реджио „нямат видимост“, биват закупени рекламни блокове и позиции за телевизията, радиото, вестниците и билбордове. За продуцирането на телевизионните реклами Институтът наема оператора Рон Фрике, който работи по проекта две години. Телевизионните реклами се излъчват в най-гледаното време (праймтайм) и стават толкова популярни, че зрителите се обаждат на телевизионните оператори, за да научат кога ще бъде излъчена следващата реклама. Годфри описва двугодишната кампания като „изключително успешна“, а един от непосредствените резултатите от нея е спирането от продажба на лекарството Риталин (метилфенидат), влияещо върху поведението, което по това време се използва в много училищни квартали на Ню Мексико. Въпреки това след приключването на кампанията ACLU оттегля спонсорството си и IRE прави неуспешен опит за кампания за набиране на средства от порядъка на милиони долари във Вашингтон, окръг Колумбия. Институтът разполага едва с $40 000, останали в бюджета му, и докато Реджио не е сигурен как да използва ограничените средства, Фрике настоява, че парите могат да бъдат използвани за продуциране на филм. Така се стига до продукцията на „Коянискаци“.

### Заснемане
Създаването на „Коянискаци“ започва през 1975 г. в Сейнт Луис, Мисури. Поради бюджетни ограничения в началото е използвана 16-mm филмова лента, въпреки желанието на Реджио и Фрике да се снима с 35-милиметрова. Тъй като няма официален сценарий, Фрике снима всичко, което смята, че ще "изглежда добре на филм". Кадри от жилищния проект на Pruitt-Igoe са заснети от хеликоптер и Фрике едва не губи съзнание по време на снимките, тъй като никога преди не е летял с хеликоптер. Следващите локации, които Реджио набелязва за снимки, са в Лос Анджелис и Ню Йорк. Докато снима в Ню Йорк, Фрике развива идеята да снима портрети на хора. За целта на „Таймс Скуеър“ е монтиран сив хартиен фон и Фрике застава с камерата на 3 метра от него, снимайки хората, които минават, спират се и позират пред хартиения фон, мислейки, че ще бъдат фотографирани. Реджио не е на място на „Таймс Скуеър“, когато Фрике заснема кадрите, и смята, че идеята да се снимат портрети на хора е „глупава“. След като гледа кадрите обаче, решава да посвети цяла част от филма на портрети. Кадрите са обработени със специален химикал за подобряване на сенките и детайлите на филма, тъй като всички кадри са заснети само при съществуващото осветление. Нередактираните кадри, заснети със скромния бюджет на IRE, са прожектирани в Санта Фе, Ню Мексико, но според Фрике сред тях няма много добри и като цяло са „дяволски скучни“. По-късно той се премества в Лос Анджелис и тъй като не може да си намери работа във филмовата индустрия, работи като сервитьор, но междувременно монтира кадрите в 20-минутен филм „без да отдава значение на посланието или на политическото съдържание“.
Просто заснех всичко, което смятах, че ще изглежда добре на филм – бездомници, сгради, нямаше значение. От моя гледна точка беше все едно. Просто заснех формата на нещата.
IRE продължава да получава финансиране за довършването на проекта и след като напуска работата си като сервитьор, Фрике заминава с екип от оператори до Фор Корнърс – региона, където се срещат Колорадо, Юта, Аризона и Ню Мексико), избран за снимките заради „извънземния си вид“. Поради ограничения бюджет Фрике снима с 16 mm вариообектив на 35-mm филмова лента. За да компенсира размера на обектива и да бъде приспособен в 35 mm вариообектив, към него е добавен 2× удължител, с което се постига ясно заснемане на кадрите върху 35 mm филмова лента. Двуседмичните снимки включват въздушни кадри, заснети от самолет с помощта на ръчна камера, а впоследствие, за по-голяма стабилност, и с камера, монтирана на самолета, както и наземни кадри, заснети с помощта на триножник. Фрике се връща в Ню Йорк през 1977 г., тъкмо по времето, когато има прекъсване на електрозахранването. Кадри от потъналите в мрак „Харлем“ и „Южен Бронкс“ са включени във филма, като нарочно са обезцветени, за да се постигне визията на 16-mm филмова лента.
Реджио и Фрике се натъкват на time-lapse кадри в „някаква рекламна продукция с ниска видимост“ и споделят виждането, че в тези кадри откриват „езика, който им липсва“. Така двамата решават да използват тази техника като основно изразно средство на филма и по този начин да създадат усещането, че времето се движи по-бързо. Специално за time-lapse кадрите Фрике закупува камера Mitchell и създава моторче с интервалометър, което използва прецизното преместване на камерата между кадрите. Системата се захранва от гел батерия, която издържа дванадесет часа; това позволява на Фрике да снима без да му се налага да използва генератор. Повечето такива кадри са заснети при кадрова честота от 1½ кадъра в секунда. Фрике се стреми кадрите да "изглеждат нормално" и да не съдържат никакви "фокуснически" специални ефекти. Секвенцията с изглед към магистралата в Лос Анджелис е заснета от върха на сграда чрез двойна експозиция с десет секунди забавяне между кадрите. Първият дубъл е сниман в продължение на дванадесет часа, след което филмът е пренавит и същата сцена е заснета през нощта, но вместо за 12 часа, за 12 минути. Сцената с Боинг 747 на пистата е заснета на международното летище в Лос Анджелис и е най-дългият непрекъснат кадър във филма. Фрике и асистиращият му Робърт Хил, който отговаря за настройването на фокуса, снимат на летището всеки ден в продължение на две седмици. За да запази самолета в кадъра, камерата бива премествана бавно чрез увеличаване на напрежението към мото-редукторите.
В допълнение към кадрите, заснети от Фрике, някои от кадрите на хора и трафик в Ню Йорк са заснети от оператора Хилари Харис. Реджио е впечатлен от работата на Харис в Organism (1975), която включва предимно time-lapse кадри от улиците на Ню Йорк, с която се запознава по време на постпродукцията на „Коянискаци“. В секвенцията с облаци са добавени кадри, заснети от оператора Луис Шварцберг, а допълнителни кадри са предоставени от MacGillivray Freeman Films.
Докато работи върху постпродукцията в Samuel Goldwyn Studio през 1981 г., Реджио се запознава с Франсис Форд Копола чрез сътрудник от Zoetrope Studios – продуцентската компания на Копола. Преди да заснеме The Outsiders (1983) и Rumble Fish (1983), Копола изявява желание да види „Коянискаци“ и Реджио организира частна прожекция малко след завършването му. Копола заявява на Реджио, че е чакал появата на филм като „Коянискаци“ и че за него е „важно хората да го видят“, така че добавя името си в надписите и помага за представянето и разпространението на филма. Именно Копола решава филмът да завършва с кадри от пиктограми от Голямата галерия в Horseshoe Canyon в Юта, след като при посещението ѝ остава запленен от древните стенописи върху седиментна скала.

## Музика
Музиката към филма е композирана от Филип Глас и е изпълнена от Philip Glass Ensemble под диригентската палка на Майкъл Рисман. Тя е сочена като силно разпознаваем пример за минималистичната композиционна школа, която се характеризира с много повтарящи се фигури, прости структури и тонална хармония. Глас е един от първите композитори, които използват минимализъм в музиката към филми, проправяйки пътя за много бъдещи композитори в този стил.
Една от пиесите, написани за филма, и по-конкретно за сцените от Уолстрийт в Ню Йорк – Façades, отпада при монтажа; Глас я издава като част от албума си Glassworks през 1982 г.
Съкратена, 46-минутна версия на саундтрака на филма, който е с времетраене близко до това на самия филм, е издадена през 1983 г. от Island Records. Тази версия включва само някои от пиесите от музиката към филма.
През 1998 г. Филип Глас презаписва музиката и я издава чрез Nonesuch Records. Този нов запис е с времетраене от 73 минути и включва допълнителни пиеси, които са изрязани от филма, както и разширени версии на пиеси от оригиналния албум. Този албум е издаден под заглавието „Коянискаци“, а не като саундтрак към филма.
През 2009 г. е издадена ремастерирана 76-минутна версия на музиката под собствения музикален лейбъл на Филип Глас – Orange Mountain Music, под заглавието Koyaanisqatsi: Complete Original Soundtrack. Записът включва оригиналните звукови ефекти и допълнителна музика, използвана във филма.
Музиката към „Коянискаци“ става толкова популярна, че Philip Glass Ensemble обикаля света, като я изпълнява на живо пред филмов екран.

## Значение
Реджио обяснява, че филмите от трилогията Qatsi са предназначени просто да създадат преживяване и че зрителите са тези, които трябва да открият за себе си какъв е техният смисъл. По думите му „ефектът на технологиите, на индустрията върху хората“, никога не е бил влаган като послание в тези филми. Според него всичко: „политиката, образованието, светът на финансите, структурата на националната държава, езикът, културата, религията, всичко това съществува всред множеството технологии. [...] Ние не използваме технологиите, ние живеем технологиите. [...] Tе вече са вездесъщи като въздуха, който дишаме...“.
Според речника на хопи: Hopìikwa Lavàytutuveni думата koyaanisqatsi (МФА: [kojɑːnisˈqɑtsi]) означава „живот в морална поквара и смут“ или „живот извън равновесие“. Префиксът koyaanis- означава „повреден” или „хаотичен”, а думата qatsi означава „живот” или „съществуване”, буквално превеждайки koyaanisqatsi като „хаотичен живот”. Филмът също така определя думата като „луд живот“, „живот извън равновесие“, „живот в смут“, „разпадащ се живот“ и „екзистенциално състояние, което налага друг начин на живот“.
Три пророчества на хопи, изпълнени от хоров ансамбъл по време на последната част от Prophecies, са преведени точно преди финалните надписи:
| „ | Ако изкопаем скъпоценни неща от земята, ще предизвикаме бедствие. | “ |

| „ | С наближаването на деня на пречистването паяжини ще се проточат надлъж и нашир върху небето. | “ |

| „ | Някой ден от небето може да се посипе пепел, която да изгори земята и и да кипне океаните. | “ |

По време на финалните надписи филмът отдава почит на Жак Елюл, Иван Илич, Дейвид Мононги, Ги Дебор и Леополд Кор, посочени като творците, оказали най-силно влияние върху създаването му. Сред консултантите на режисьора са изброени имената на Джефри Лю, Т. А. Прайс, Бел Карпентър, Сибел Карпентър, Лангдън Уинър и Барбара Пекарич.

## Разпространение
Премиерата на „Коянискаци“ се състои на филмовия фестивал в Санта Фе на 28 април 1982 г. Той е показан по-късно същата година и на филмовия фестивал в Телурайд, както и на филмовия фестивал в Ню Йорк.
Triumph Films предлага да поеме разпространението на филма, но Реджио отхвърля предложението, тъй като иска да работи с по-малка компания и да бъде въвлечен в процеса. Той избира за дистрибутор компанията Island Alive, създадена през 1983 г. от Крис Блекуел от Island Records, за която „Коянискаци“ е първо издание. Избрани кина разпространяват брошура, която дефинира заглавието и пророчествата на хопи, възпети във филма, както и копие на саундтрака от Island Records. Първото театрално представяне е с четириканален долби стерео звук, докато звукът на по-късните е моно.
Първоначалното ограничено показване на филма започва от Castro Theatre в Сан Франциско на 27 април 1983 г.. С постъпления от продадени билети в размер на 46 000 долара за една седмица  „Коянискаци“ става най-касовият филм в района на залива на Сан Франциско през тази седмица. Продуцентите плащат 6500 долара за реклама на това първоначално лимитирано показване. Впоследствие филмът е пуснат в Лос Анджелис, където събира $300 000 от прожекции в две кина в рамките на 15 седмици. През септември с.г. е прожектиран в избрани градове в Съединените щати, започвайки от Ню Йорк. В средата на октомври „Коянискаци“ е пуснат на около 50 екрана в цялата страна и се превръща в артхаус хит. Прожектиран е и в много колежи и университети в Щатите.

## Критика
В Rotten Tomatoes „Коянискаци“ има рейтинг на одобрение 90% от 20 ревюта. През 1983 г. филмът е включен в 33-тото издание на Международния филмов фестивал в Берлин. В своя учебник за кино преподаватели чешкият педагог Рудолф Адлер описва „Коянискаци“ като „формулиран с абсолютна точност и конгениален израз“. :с. 60 Филмът е определян и като постмодернистичен. Показан е в България в рамките на Мюзик Филм Фест '97.
„Коянискаци“ е последван от продълженията Powaqqatsi и Naqoyqatsi и късометражните Anima Mundi и Evidence. Naqoyqatsi е завършен след дълго забавяне в резултат на трудностите при осигуряването на финансирането му. Премиерата му в Съединените щати се състои на 18 октомври 2002 г. След него Рон Фрике режисира друг култов филм – Baraka, който често бива сравняван с „Коянискаци“.